# Reblogagem
Reblogagem (ou, no jargão do Twitter, retweet) é o mecanismo de microblogging que permite aos usuários republicar o conteúdo da postagem de outro usuário com uma indicação de que o conteúdo é um "reblog" de outro usuário.
Foi desenvolvido pela primeira vez por Jonah Peretti no programa de P&D do Eyebeam Art and Technology Center sob o projeto 'Reblog' (de onde o termo se origina) como uma ferramenta de código aberto para blogs geridos individualmente. O Tumblr o incorporou à sua rede social para compartilhar novamente postagens dentro da rede, e recursos semelhantes ("Retweetar" no Twitter, "Compartilhar" no Facebook) foram seguidos.